# Нижнесалдинский краеведческий музей им. А. Н. Анциферова
Нижнесалдинский краеведческий музей им. А. Н. Анциферова (МБУК «Нижнесалдинский музей») — муниципальный музей исторического профиля, расположенный в городском округе Нижняя Салда Сердловской области. Основан в 1960 году.

## История создания
Основан 3 марта 1960 года в год 200-летия Нижнесалдинского металлургического завода. Открыт 14 августа 1960 года. С 1960 по 1979 годы осуществлял деятельность как народный музей. 
С 1964 года музей располагается в кирпичном двухэтажном здании 1903 года постройки, принадлежавшем одному из самых богатых купцов города Василию Гавриловичу Шубцеву. Здание музея удивительно своей формой: в плане дом имеет необычную ромбическую форму. Такая особенность планировки заключается в том, что дом стоит на перекрестке, а пересекающиеся около него улицы проходят под углом друг к другу. Первый этаж занимала лавка, второй — семья купца. Новое здание музея официально было открыто для посетителей 30 января 1965 года.
С 1964 года директором музея являлся Анатолий Николаевич Анциферов (21 августа 1899 — 14 марта 1981) — педагог, краевед, автор-составитель «Биографического словаря Салдинского района», почетный гражданин городов Верхняя Салда и Нижняя Салда (1977). При Анциферове собрание музея значительно расширилось, и он получил статус государственного, войдя в 1979 году в состав Нижнетагильского краеведческого музея в качестве филиала. Став филиалом, Нижнесалдинский музей сохранил краеведческий профиль, основным объектом его музейного показа являлась история развития Нижнесалдинского металлургического завода.
27 апреля 1981 года Горисполкомом Нижней Салды принял решение о присвоении Нижнесалдинскому краеведческому музею имени Анатолия Николаевича Анциферова.
По данным на 1 января 1985 года, в собрание музея входило около 1800 предметов и включало коллекции: естественнонаучных материалов, этнографическую, нумизматическую, произведений изобразительного искусства, изделий салдинских заводов XIX—XX веков, вещественные, фото- и документальные материалы по истории края. Экспозиция размещалась в трёх залах общей площадью 134 кв. м. и освещала следующие темы: «Физико-географическая характеристика района», «История города дореволюционного периода», «Нижняя Салда в советский период», «Творчество художника В. А. Кузнецова». Ежегодно музей посещало более 15 тысяч человек.
C 2010 года является самостоятельным музеем на территории городского округа Нижняя Салда.

## Музей сегодня
С 2017 года в музее проводится капитальный ремонт.
Сегодня в музее работают постоянные экспозиции: «Уголок купеческого дома Шубцевых»; «Основатели Нижнесалдинского музея А. Н. Анциферов и его соратники», экспозиция акварельных работ местного художника Семёна Семёновича Винокурова (1920—2006) и экспозиция «В вихрях враждебных Гражданской войны…».
Музей изучает и оцифровывает свои документальные фонды. В октябре 2021 года результатом этой работы стала первая «Книга Памяти салдинцев — жертв репрессий». В ней собраны судьбы 331 местного жителя.
Местные жители передают в дар музею предметы быта XIX—XX веков. Только в 2021 году в собрание музея поступили кованые и деревянные инструменты, кузнечная наковальня, посуда, советские игрушки и даже кинокамера КСР‑1М.
Музей участвует в ежегодных акциях «Ночь музеев» и «Ночь искусств».

## Внешние ссылки
- Клад купца Шубцева. Новая экспозиция в Нижнесалдинском музее. // Пресс-служба Корпорации ВСМПО-АВИСМА. 2020. 23 апреля.
- Знать историю никогда не поздно // Корпорация ВСМПО-АВИСМА. 2021. 17 мая